# سفارة البرتغال في روسيا
سفارة البرتغال في روسيا هي أرفع تمثيل دبلوماسي لدولة البرتغال لدى روسيا. تقع السفارة في موسكو وهي تهدف لتعزيز المصالح البرتغالية في روسيا.

## وصلات خارجية
- قائمة سفارات البرتغال
- قائمة السفارات في روسيا